# Birgit Munkhammar
Birgit Munkhammar, född 16 januari 1946 i Luleå, är en svensk skribent och litteraturkritiker på Dagens Nyheter.

## Priser och utmärkelser
- 1999 – Gerard Bonniers essäpris
- 2006 – Samfundet De Nios Särskilda pris